# A Day in the Life of Ranger Smith
A Day in the Life of Ranger Smith (br: Um Dia na Vida do Guarda Smith) é uma curta-metragem estadunidense, cujo personagem principal é o Guarda Chico/Guarda Smith da Série de desenho Zé Colméia, exibido originalmente no Cartoon Network junto com Boo Boo Runs Wild em 24 de setembro de 1999. Produzida pelo cartunista canadense John Kricfalusi e seu estúdio Spümcø, criador do desenho Ren & Stimpy.

## Enredo
O guarda florestal-chefe do Parque Jellystone (que sempre vivia impedindo o Zé Colméia de roubar as cestas de pique-nique dos turistas desavisados do parque) impõe regras para lá de absurdas na natureza entre elas, uma em que ele acaba confiscando as nozes de um esquilo, que estava levando-as para a sua toca.

## Dublagem
| Personagem                | Dublador Original | Dublador Brasileiro |
| ------------------------- | ----------------- | ------------------- |
| Catatau                   | John Kricfalusi   | Flávio Dias         |
| Zé Colméia                | Greg Burson       | Élcio Sodré         |
| Guarda Chico/Guarda Smith | Corey Burton      | Flávio Dias         |